# Národní park Arli
Národní park Arli, často psané Arly je národní park rozkládající se v provincii Tapoa v jihovýchodní části Burkiny Faso. Na jihu sousedí s beninským Národním parkem Pendjari. Na západě hraničí s Rezervací Singou.

## Historie a geografie
Rozloha parku činí 760 km2. Vytvořen byl vyhláškou č. 8885 SEF ze dne 13. prosince 1954. Od roku 1993 je správa parku delegována na nevládní organizaci NATURAMA. Nachází se v něm široká škála stanovišť od galeriových lesů v povodí řek Arli a Pendjari, k savanovým lesům až po pískovcové pahorkatiny hřebene Gobnangou. V parku se nachází několik napajedel. Žije zde přibližně 200 slonů afrických (Loxodonta africana), 200 hrochů obojživelných (Hippopotamus amphibius) a 100 lvů (Panthera leo leo). Vyskytují se zde i paviáni, buvoli afričtí (Syncerus caffer), opice a různé druhy antilop, jako je buvolec stepní (Alcelaphus buselaphus) a antilopa koňská (Hippotragus equinus). Žijí zde i chocholatky (Cephalophinae), voduška velká (Kobus ellipsiprymnus) či lesoň. Dříve se zde vyskytoval i poddruh psa hyenového, Lycaon pictus managuensis. Kvůli rozšiřující se lidské populaci v oblasti a nedostatku národní ochrany životního prostředí se na tomto území pravděpodobně již nevyskytuje.

## Fotogalerie

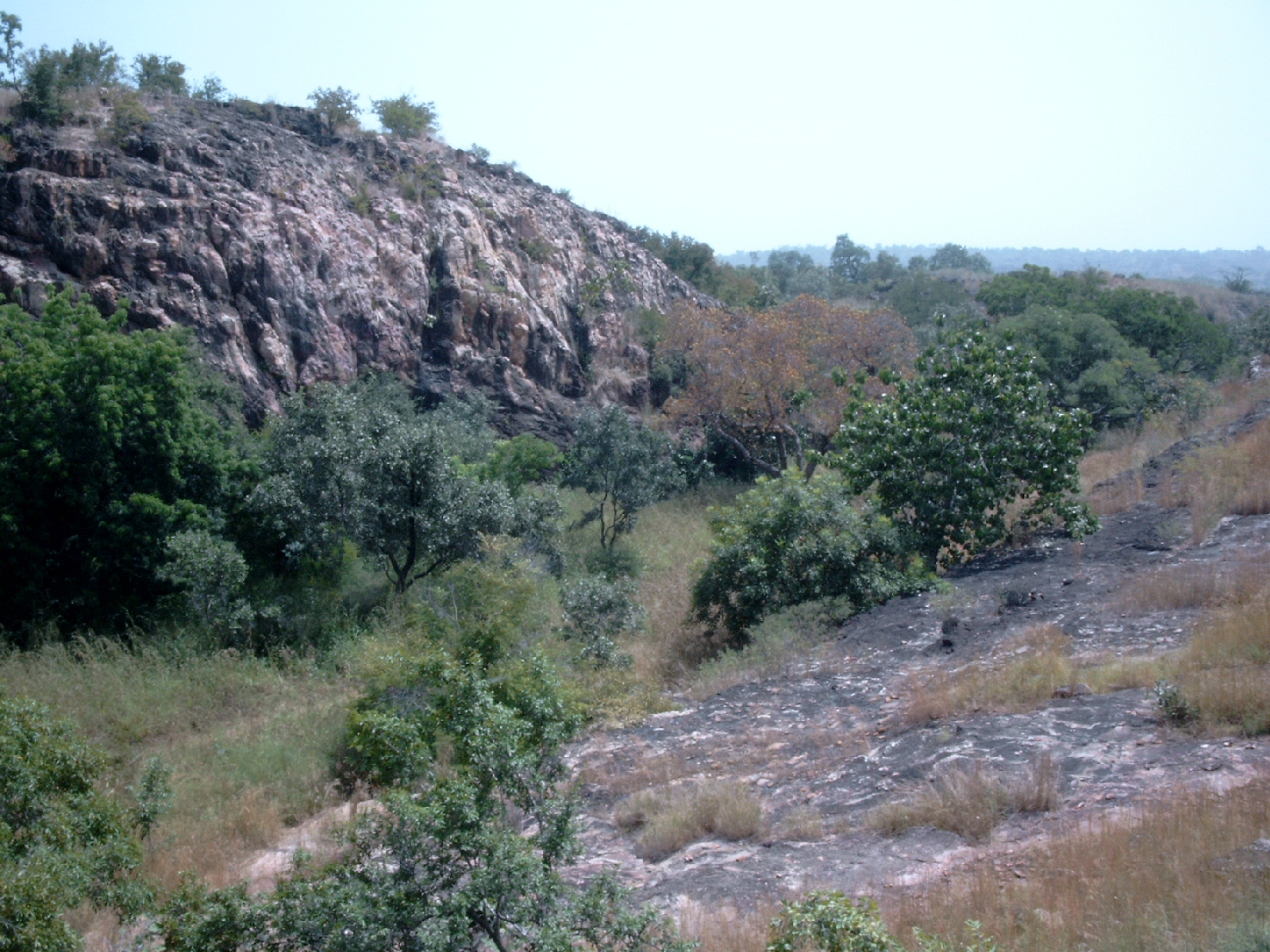
Kopce nedaleko stanice strážců parku
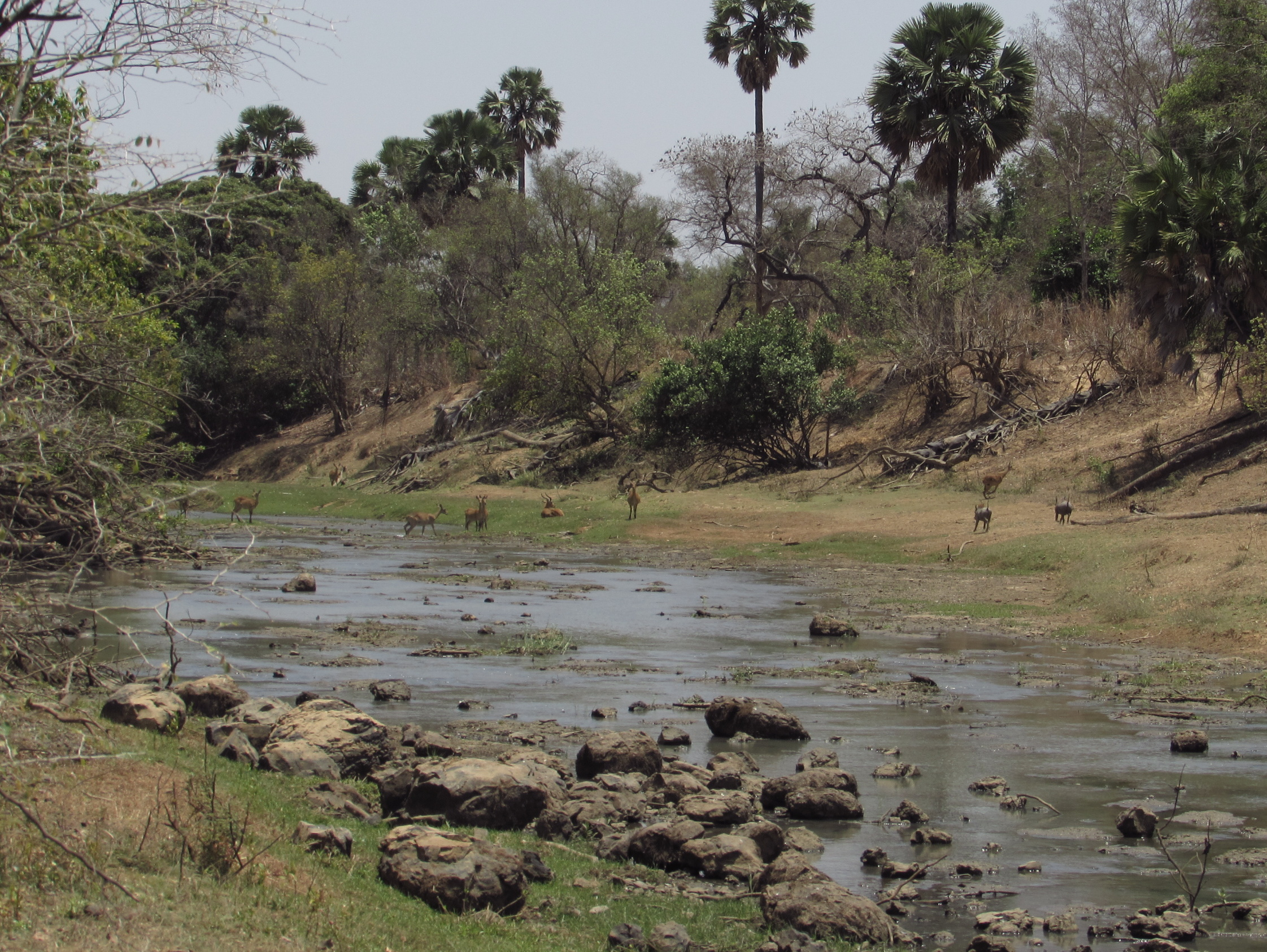
Řeka Pendjari během období sucha (pravý břeh řeky Národní park Arli, levý břeh Národní park Pendjari)